# Glittertind (montagna)
Il Glittertind è la seconda montagna più alta della Norvegia dopo il Galdhøpiggen. Si trova nel comune di Lom, nella contea di Innlandet e nella catena del Jotunheimen.

## Descrizione
L'altezza complessiva del Glittertind è di 2.465 m s.l.m. includendo il ghiacciaio sulla sua sommità. Se il ghiacciaio viene escluso, l'altezza è di 2.452 m. Per molto tempo e fino al 1981, il Glittertind è stato considerato la montagna più alta della Norvegia, ma con il ritiro del ghiacciaio negli ultimi anni, ha perso la posizione del primato a favore del Galdhøpiggen, alto 2.469 m s.l.m.
La sua cima fu raggiunta per la prima volta il 14 luglio 1841 da Harald Nicolai Storm Wergeland (un militare di carriera impegnato nella rilevazione cartografica delle montagne norvegesi) e Hans Sletten.

## Etimologia
Il nome deriva dal fiume Glitra, mentre tind significa "picco" e quindi "picco del Glitra". A sua volta il nome del fiume deriva dal verbo glitre che significa "splendere, luccicare". In complesso il Glittertind è il "picco del fiume luccicante".